# Brian Gill, Lord Gill

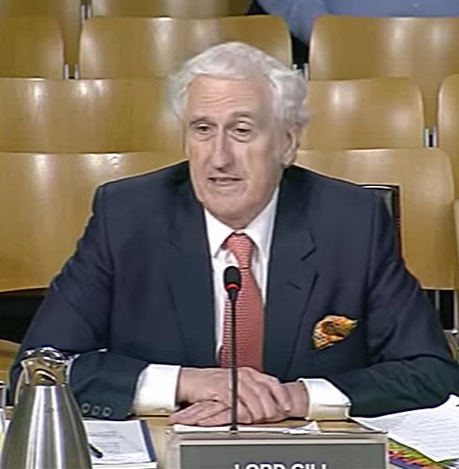
Brian Gill, Lord Gill, 2015

Brian Gill, Lord Gill (* 25. Februar 1942 in Glasgow, Schottland) ist ein schottischer Anwalt. Von 2012 bis 2015 amtierte er als Lord President und Lord Justice General und damit als oberster schottischer Richter.

## Karriere
Seine Ausbildung in Rechtswissenschaften erhielt er an der University of Glasgow. Er promovierte 1975 an der University of Edinburgh. Seine Aufnahme in die Faculty of Advocates erfolgte 1967, die Ernennung zum Advocate Depute 1977. Kronanwalt ist er seit dem Jahr 1981. 2001 wurde er zum Lord Justice Clerk ernannt und nahm den Titel Lord Gill an. Seine Ernennung zum Lord President und Lord Justice General und damit zum obersten schottischen Richter erfolgte am 8. Juni 2012. Er trat am 31. Mai 2015 zurück.
Brian Gill war Vorsitzender der Scottish Law Commission zur Reform der schottischen Justiz von 1996 bis 2001. Durch den durch die Empfehlungen Lord Gills angestossenen Courts Reform (Scotland) Act 2014 wurde u. a. der Sheriff Appeal Court als Berufungsgericht eingeführt, der insbesondere den Court of Session von Aufgaben entlastete.

## Privatleben
Er ist verheiratet mit Catherine Fox.